# Erwin Drèze
Pour les articles homonymes, voir Drèze.
Erwin Drèze, né le 27 novembre 1960 à Ciney (province de Namur) et mort le 17 mars 2020 à Namur (Région wallonne), est un auteur de bande dessinée belge.

## Biographie

### Jeunesse et formation
Erwin Drèze naît le 27 novembre 1960 à Ciney.
Il fait ses études au collège de Godinne puis effectue son service militaire.

### Les débuts
Rendu à la vie civile, Erwin Drèze entame sa carrière professionnelle aux Studios Aidans, cet autodidacte est formé par ce créateur et il prend la suite de Magda et Chris Lamquet sur la série Dic Dinn publiée dans Vers l'Avenir avant de passer au journal Tintinoù il réalise des récits complets dont L’Installation au château ou L’Appel aux égarés, avec Jean Dufaux.
Il crée graphiquement la série Louis Valmont qui conte les aventures d'un ancien légionnaire bon à rien et prêt à tout, scénarisées par Bom pour ce même journal en 1986 avec La Nuit des barbus. Puis, il collabore à Tintin reporter  après l’arrêt de l’hebdomadaire Tintin.
Au milieu des années 1990, il adapte les aventures d'Arsène Lupin en dessin sur le scénario d'André-Paul Duchâteau dans la collection « BDétectives » aux éditions Claude Lefrancq, puis qui sera rééditée en 2001 par Soleil Productions.
Faute de travail, il délaisse la bande dessinée pour la publicité et l’illustration, tout en assistant le dessinateur Thierry Cayman. En 1999, il refait les couvertures des albums de la collection « BDétectives », à l’occasion de leur réédition aux éditions Soleil, dans la collection « Détectives BD ». 
En 2000, il met en images Miracle à Maredsous, un one shot scénarisé par Benoît Despas et Paule Fostroy publié aux éditions Coccinelle BD.

### Avec André Taymans
Erwin Drèze va également travailler pour Jacques Martin sur trois aventures de Lefranc en collaboration avec André Taymans (tomes 17, 19 et 21 Le Châtiment entre 2006 et 2010) ainsi que sur Les Voyages d’Alix avec le tome 27 intitulé La Chine en 2008 et Les Aventures d’Alix en Extrême-Orient (2010).
En 2007, à la suite de Raymond Macherot, il dessine sur un scénario de Raoul Cauvin la série animalière humoristique Mirliton dont les deux opus Belle la vie et Mon pote et moi paraissent aux éditions Flouzemaker.
Pour l'adaptation en bande dessinée de chansons du répertoire de Johnny Hallyday, Drèze réalise les décors de l'album Cordes sensibles publié aux éditions Soleil en 2007.
En 2011 et 2012, il participe à la réalisation des décors des tomes 15 et 16 de la série Caroline Baldwin d’André Taymans.
En 2016, il entreprend reprise des aventures de Louis Valmont sur un scénario de Michel de Bom avec Le Piège des Sables publié dans la collection « Calandre » aux éditions Éditions Paquet qui fait écrire au rédacteur en chef du site Auracan Pierre Burssens : 
« Le style de l'album aurait également pu convenir à Place du Sablon, autre branche des éditions Paquet, tant on se trouve face à une recherche de classicisme, étonnante re-création d'une célébrissime ligne claire. »
Il réalise un roman graphique L’Oiseau blanc, en collaboration avec son ami André Taymans sur un scénario de Pascal Bresson, également chez le même éditeur en 2017.
Il rencontre en 2001 Jacques Martin avec qui il travaillera sur la série Lefranc (2006) et Les Voyages d'Alix (2008).
Parallèlement, il renouvelle la collaboration avec le scénariste Benoît Despas pour une chasse au trésor interactive Les Trésors cachés du pays de Durbuy publié aux éditions European Treasure en 2010 et l'année suivante pour une autre La Nuit des détectives. Il enchaîne avec Le Secret de Maredsous en 2012 et toujours avec le même scénariste il dessine un album de communication Le Secret des batteries pour BeBat en 2014.
Outre la bande dessinée, Drèze est également un musicien qui joue de la guitare dans le groupe rock Feel the Noize.

### Décès
Erwin Drèze meurt le 17 mars 2020, à l'âge de 59 ans d'une tumeur au cerveau.

### Vie privée
Erwin Dreze vivait à Méan (Havelange).

## Postérité
Une exposition Hommage à l’artiste Erwin Dreze a lieu à la Galerie Aarnor à Spy à l'occasion du deuxième anniversaire de sa mort.
Selon Denis Javaux : « C’était un touche à tout ! Certains l’appellent le "couteau suisse" parce qu’il a fait aussi bien de la BD très réaliste que de la BD humoristique. »
Selon Henri Filippini dans un article écrit à l'occasion de son décès, sur le site d'information BDzoom : « Erwin Drèze était de ces créateurs peu chanceux, mais non dénués de talent, qui n’ont pas eu l’opportunité de créer leur propre personnage. ».

## Publications

### Albums de bande dessinée

#### Arsène Lupin
- 6. Victor de la brigade mondaine, Claude Lefrancq Éditeur, coll. « BDétectives », 1998
Scénario : André-Paul Duchâteau - Dessin et couleurs : Erwin Drèze -  (ISBN 2-87153-494-2)

#### Miracle à Maredsous
- Miracle à Maredsous, Coccinelle BD, 2000
Scénario : Benoît Despas et Paule Fostroy - Dessin : Erwin Drèze - Couleurs : Paule Fostroy -  (ISBN 2930273100)

Lefranc
- 17. Le Maître de l'atome[22],[23], Casterman, Bruxelles, 2006
Scénario : Michel Jacquemart - Dessin : André Taymans, Erwin Drèze - Couleurs : Bruno Wesel -  (ISBN 2-203-31418-4)
- 19. Londres en péril[24], Casterman, Bruxelles, 2008
Scénario : André Taymans - Dessin : André Taymans et Erwin Drèze - Couleurs : Bruno Wesel -  (ISBN 978-2-203-00571-6)
- 21. Le Châtiment[7], Casterman, Bruxelles, 2010
Scénario : Patrick Delperdange - Dessin : André Taymans, Erwin Drèze, Raphaël Schierer -  (ISBN 978-2-203-01843-3)

#### Les Chansons de Johnny
- 1. Cordes sensibles, Soleil Productions, Toulon, novembre 2007
Scénario et dessin : collectif - Couleurs : quadrichromie -  (ISBN 978-2-84946-933-0),Décors : Erwin Drèze.

Mirliton
- 1. Belle la vie, Flouzemaker, 2007
Scénario : Raoul Cauvin - Dessin : Erwin Drèze - Couleurs : Bruno Wesel -  (ISBN 9782960055627)
- 2. Mon pote et moi, Flouzemaker, 2007
Scénario : Raoul Cauvin et Erwin Drèze - Dessin : Raymond Macherot - Couleurs : Bruno Wesel -  (ISBN 9782960055634)

Les Voyages d'Alix
- 27. La Chine[8], Casterman, Bruxelles, 2008
Scénario : Jacques Martin - Dessin : Erwin Drèze - Couleurs : Matthieu Gauthy -  (ISBN 978-2-203-32932-4)

#### Les Chasses au trésor interactives
- Benoît Despas (Scénariste) et Erwin Drèze (Dessinateur), Les Trésors cachés du pays de Durbuy, Grand-Duché de Luxembourg, European Treasure, 2010, 32 p., ill. ; 30 cm (ISBN 978-2-919776-10-8, présentation en ligne).

#### Louis Valmont
- Le Piège des sables[10],[11],[25], Éditions Paquet, coll. « Calandre », 20 avril 2016
Scénario : Bom - Dessin : Erwin Drèze - Couleurs : Fabien Alquier -  (ISBN 978-2-88890-770-1)

#### L'Oiseau blanc
- L'Oiseau blanc[12],[13], Éditions Paquet, coll. « Cockpit », 2017
Scénario : Pascal Bresson - Dessin : Erwin Drèze, André Taymans - Couleurs : Minte -  (ISBN 9782888907794),Préface : Patrick Poivre d'Arvor, storyboard : Philippe Chapelle.

Caroline Baldwin
- 15. L'Ombre de la chouette[26], Casterman, Bruxelles, août 2011
Scénario et dessin : André Taymans - Couleurs : Erwin Drèze -  (ISBN 978-2-203-03886-8)Décors : Erwin Drèze, Raphaël Schierer.
- 16. La Conjuration de Bohême, Casterman, Bruxelles, 25 avril 2012
Scénario et dessin : André Taymans - Couleurs : Erwin Drèze -  (ISBN 978-2-203-04066-3),Décors : Erwin Drèze, Raphaël Schierer.

#### Livres
: document utilisé comme source pour la rédaction de cet article.
- Jean-Louis Lechat, Un demi-siècle d’aventures t. 2 : 1970 - 1996, Bruxelles, Le Lombard, 5 décembre 1996, 224 p., ill. ; 31 cm (ISBN 280361233X, OCLC 37995939, BNF 37539082, présentation en ligne), p. 122, 131. .
- Jacques Fiérain, « Drèze, Erwin », dans La BD dans les provinces de Liège, Namur et Luxembourg, Charleroi, Éd. l'Âge d'or, 2004, 112 p., ill. ; 31 cm (ISBN 9782960019698, OCLC 470388297, présentation en ligne), p. 36.
- Philippe Mellot, Michel Denni, Laurent Turpin et Isabelle Morzadec, Trésors de la bande dessinée : BDM 2021-2022 - Catalogue encyclopédique et Argus, Paris, Les Arènes, novembre 2020, 22e éd., 1700 p., ill. ; 23 cm (ISBN 9791037502582, OCLC 1240308146, présentation en ligne), p. 72, 646, 745, 812, 1307. .

#### Périodiques
- Marc André, « Remember Erwin Drèze », Hop !, Aurillac, AEMEGBD, no 165,‎ 1er trimestre 2020, p. 52.

#### Articles
- André Taymans et Erwin Drèze (interviewés par Charles-Louis Detournay), « André Taymans et Erwin Drèze : « Nous dessinons Lefranc à la manière d’un studio » », ActuaBD,‎ 31 juillet 2010 (lire en ligne, consulté le 27 février 2023).